# 강인길
강인길(姜仁吉, 1959년 3월 3일 ~ )은 대한민국의 정치인이다. 제9·10·11대 부산 강서구청장을 역임했다.

## 학력
- 명지국민학교 졸업
- 경일중학교 졸업
- 부산남고등학교 졸업
- 영남대학교 경영학 학사
- 동아대학교 경영대학원 MBA
- 동아대학교 경영대학원 DBA 수료

## 경력
- 1994년 ~ 1995년: 명지동 체육회장
- 1997년 1월: 우림경영컨설팅 대표
- 부산낙동강라이온스클럽 회장
- 1997년 ~ 1998년: 명지초등학교 운영위원장
- 1997년 7월: 부산낙동강라이온스클럽 회장
- 2002년 7월 ~ 2005년 4월: 부산광역시의원
  - 2002년 8월: 부산광역시 버스 택시 교통개선위원회 위원
  - 2002년 8월: 부산광역시건축심의위원회 위원
  - 2003년 3월: 낙동강권 환경조성 자문위원회 위원
  - 2003년 3월: 부산거제간 연결도로 건설조합위원회 위원
- 2003년 ~ 2009년: 법무부 범죄예방자원봉사위원 부산지역 협의회위원
- 2004년 2월 ~ 2006년 6월: 생곡매립장 주민지원협의체 위원
- 2004년 3월: 부산진해경제자유구역청 운영위원회 위원
- 2004년 7월: APEC 범시민지원협의회 이사
- 2005년 5월 1일 ~ 2014년 6월 30일: 제9·10·11대 부산 강서구청장
- 2012년 6월: 부산광역시 수상스키 웨이크보드협회 고문
- 2012년 8월 ~ 2014년 4월: 공군 정책발전자문위원회 위원
- 2014년 1월 ~ 2015년 12월: 부산남고등학교 총동창회장
- 2014년 2월 ~ : 진주강씨 부산광역시종회 부회장
- 2014년 9월 ~ : 한얼학원 이사

## 역대 선거 결과
|  | 37.11% |

|  | 29.80% |

|  | 0% |

|  | 50.4% |

|  | 52.80% |

|  | 31.65% |

|  | 1.37% |

| 전임 안병해 (권한대행)서문수 | 제9·10·11대 부산 강서구청장 2005년 5월 1일 ~ 2014년 6월 30일 | 후임 노기태 |